# Голубец (танец)
Голубе́ц (голубиный танец) — старинная русская и белорусская пляска, в которой изображается размолвка и примирение двух влюблённых. Плясать Голубец — «ходить или плясать голубца».

## Описание
Пляска парная. Она начиналась в очень медленном темпе. Каждый плясал в своём характере и по своему отбивая ногами. Девушка стояла на одном месте, стараясь отвернуть лицо от парня, который ходил вокруг неё, подражая голубю, ухаживающему весной за голубкой. Затем темп музыки ускорялся, парень начинал более энергично наступать на девушку, выделывая разнообразные коленца, стараясь показать  свою удаль. Девушка всё приветливее относилась к партнёру и уже не старалась от него уйти, а затем шла ему навстречу, покачивая бедрами, плечами, плавно взмахивая руками. Лишь иногда в финале парень и девушка, взявшись за руки, делают несколько поворотов по кругу, ещё реже бывает, чтобы парень, обняв девушку, кружился вместе с ней. Кончалась пляска имитацией соития. Пляска, как правило, заканчивалась в середине круга обоюдным поклоном.
«Голубец» исполняли волочебники.